# Merine
Merine est une commune de la wilaya de Sidi Bel Abbès en Algérie.

## Géographie

### Situation
| Teghalimet    | Oued Sefioun  | Youb (Saïda)            |
| Telagh        | Merine        | Youb (Saïda); Tafissour |
| Oued Taourira | Oued Taourira | Tafissour               |

### Lieux-dits, hameaux, et quartiers[2]
- Merine
- Amelza